# Дурбан IV
Конференция Дурбан IV (англ. Durban IV Conference) — международная конференция, организованная ООН 22 сентября 2021 года в Нью-Йорке, посвящённая 20-летию принятия Дурбанской декларации и программы действий. Мероприятие стало четвёртым по счёту в серии конференций по вопросам расизма, ксенофобии и дискриминации, начатой на первой Всемирной конференции против расизма в Дурбане, ЮАР в 2001 году. 31 страна, включая США, бойкотировала конференцию.

## Предыстория
Первая конференция в Дурбане в 2001 году была задумана как платформа для борьбы с расизмом, дискриминацией и ксенофобией, однако её проведение сопровождалось политическими разногласиями. По мнению ряда стран, мероприятия этой серии содержали антисемитские и антиизраильские высказывания. В частности, на конференции 2009 года (Дурбан II) президент Ирана Махмуд Ахмадинежад отрицал Холокост, что вызвало международную критику и бойкот со стороны США, Израиля и некоторых других стран.

## Участие и бойкот
Конференция Дурбан IV, прошедшая 22 сентября 2021 года, столкнулась с бойкотом 31 страны, включая США, Великобританию, Францию, Германию, Канаду и Австралию. Эти страны выразили обеспокоенность по поводу антисемитских и антиизраильских настроений, проявленных на предыдущих мероприятиях серии «Дурбан». Великобритания охарактеризовала конференцию как «фестиваль ненависти к евреям», а Франция также отказалась участвовать, отметив наличие антисемитской риторики на прошлых конференциях.
Также в бойкоте приняли участие такие страны, как Австрия, Нидерланды и Чехия, выразив обеспокоенность антиизраильской направленностью конференции. Противоречия вокруг повестки конференции остаются актуальными с момента проведения первого мероприятия в 2001 году, когда США и Израиль покинули конференцию в знак протеста.

## Темы обсуждения
На конференции «Дурбан IV» основное внимание было уделено вопросам системного расизма, социального и экономического неравенства, а также последствиям пандемии COVID-19, которые, как заявляли участники, усугубили разрыв в доступе к ресурсам между странами Глобального Юга и Севера. Принятая декларация подтвердила приверженность Дурбанской декларации 2001 года, акцентируя внимание на правах африканцев, а также на социальных и структурных реформах для защиты уязвимых групп.
Обсуждались также вопросы «вакцинного апартеида» — разрыва в доступе к вакцинам от COVID-19, который усилил требования стран Глобального Юга о более равномерном распределении ресурсов. Пандемия, как заявили выступающие, обострила существующие расовые и социальные дисбалансы, что делает реформы в этой сфере актуальными.
Представители стран Африки и Карибского бассейна подняли вопрос о компенсациях за последствия рабства и колониализма для устранения исторически сложившихся неравенств. Конференция отметила создание Постоянного форума для людей африканского происхождения как шаг в сторону расширения социальной и правовой защиты для этих сообществ на глобальном уровне.
Участники заявили о необходимости дальнейшего выполнения положений Дурбанской декларации и подчеркнули значимость национальных программ и реформ, направленных на борьбу с расизмом и дискриминацией, в том числе в таких сферах, как здравоохранение и образование.
Помимо тематики расизма и экономического неравенства, конференция стала площадкой для критики Израиля. Представители Ирана, Сирии и Палестинской автономии обвинили его в «апартеиде» и «колониализме», что было расценено рядом стран как проявление предвзятости.

## Оценки
Ряд стран и некоммерческих организаций, включая UN Watch, выразили опасения по поводу возможного использования конференции для выражения антисемитизма под прикрытием борьбы за права человека. По оценке критиков, конференция подрывала свои цели, используясь для политических нападок на Израиль и для пропаганды антисемитских идей.